# Myriotrema columellatum
Myriotrema columellatum är en lavart som först beskrevs av Alexander Zahlbruckner, och fick sitt nu gällande namn av Sipman 1992. Myriotrema columellatum ingår i släktet Myriotrema och familjen Thelotremataceae.   Inga underarter finns listade i Catalogue of Life.